# アンリ1世 (ギーズ公)

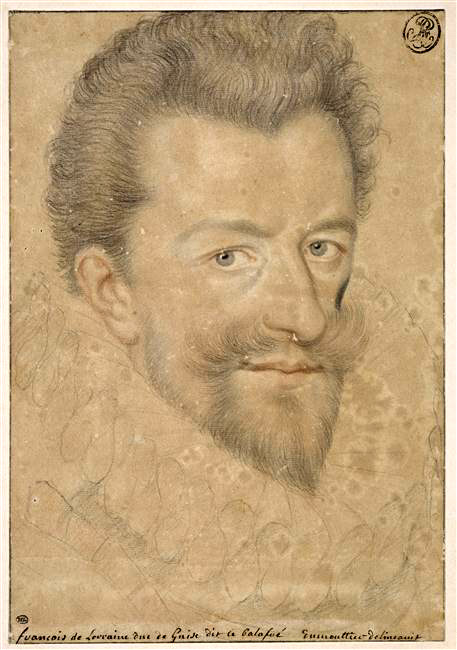
ギーズ公アンリ1世

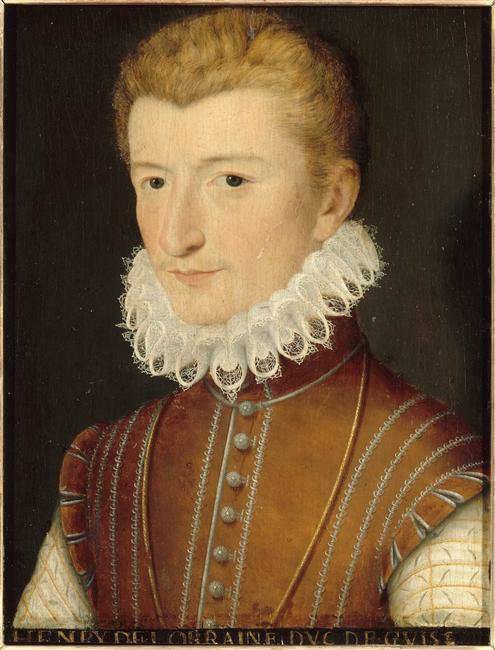
ギーズ公アンリ1世（1570年）

ギーズ公アンリ1世（Henri Ier de Guise, 1550年12月31日 - 1588年12月23日）は、16世紀フランスの貴族、ユグノー戦争期のカトリック派の中心人物、カトリック同盟のリーダー。ギーズ公フランソワと妃アンナ・デステの長男。

## 生涯
ギーズ家はカトリックの中心勢力として、国内の改革派（プロテスタント）を弾圧していた。ユグノー戦争が始まり、父フランソワが1563年に暗殺された後、アンリはギーズ家を継ぎ、軍人として活躍したが、父を暗殺したプロテスタント側のコリニー提督への憎しみを募らせていた。
1572年8月、プロテスタントのナバラ王アンリ（後のアンリ4世）の結婚式出席のため、パリに多数のプロテスタント派貴族が集まった。ギーズ公アンリ1世の軍隊は、コリニー提督はじめプロテスタント派貴族を襲って虐殺した（サン・バルテルミの虐殺）。指令を出したのはシャルル9世の摂政カトリーヌ・ド・メディシスとも言われる。この時ナバラ王は宮廷に監禁され、カトリックへの改宗を強要された。
その後宗教戦争が再開すると、アンリはドルマンの戦いで負傷し、その後は父親と同様にル・バラフレ（le balafré, 「傷跡のある」の意）と呼ばれるようになった。カリスマ的で華々しい世間の評価を得て、アンリはユグノーの敵対者としてフランスの好戦的なカトリック教徒の間で英雄的な地位を確立した。
しばらくの間、ギーズ公とカトリーヌを中心に政治が展開していたが、ナバラ王は宮廷を脱出してプロテスタントに再改宗した。1576年、アンリ3世がプロテスタントと結んだボーリューの和議はプロテスタントに有利であったため、カトリックの間に不満が高まった。同年にカトリック同盟が結成され、ギーズ公はその中心となった。
1585年以降はアンリ3世、カトリック同盟のギーズ公アンリ1世、プロテスタント派のナバラ王アンリが王位を巡って争う状況（「三アンリの戦い」と呼ばれる）となった。 正統な王位継承者はナバラ王であったが、プロテスタントであったためカトリック同盟は反発しており、ギーズ公も王位を窺っていた。
1588年5月、ギーズ公がパリに入ると、アンリ3世はパリを脱出した。アンリ3世とナバラ王は、カトリック同盟に対抗して提携した。その後ギーズ公とアンリ3世は和解したが対立は収まらず、12月23日、アンリ3世は近衛兵に命じてまずギーズ公を、翌日には弟のロレーヌ枢機卿を暗殺した。ギーズ公位は妃カトリーヌ・ド・クレーヴ（ブルボン家の血を引くナバラ王アンリの従姉であった）との間の息子シャルルが後を継ぎ、カトリック同盟の指導者の地位は弟のマイエンヌ公シャルルが就いた。

## 子女
1570年10月4日にパリにおいてヌヴェール公フランソワ1世・ド・クレーヴでウー女伯であったカトリーヌ・ド・クレーヴと結婚し、以下の子女をもうけた。
- シャルル1世（1571年 - 1640年） - ギーズ公[10]
- アンリ（1572年6月30日 - 1574年8月3日）
- カトリーヌ（1573年11月3日） - 夭折
- ルイ（1575年 - 1621年） - ギーズ枢機卿、ランス大司教[10]
- シャルル（1576年1月1日） - 夭折
- マリー（1577年6月1日 - 1582年）
- クロード（1578年 - 1657年） - シュヴルーズ公、マリー・ド・ロアンと結婚[10]
- カトリーヌ（1579年5月29日） - 夭折
- クリスティーヌ（1580年1月21日） - 夭折
- フランソワ（1581年5月14日 - 1582年9月29日）
- ルネ（1585年 - 1626年6月13日） - サン=ピエール女子修道院長[10]
- ジャンヌ（1586年7月31日 - 1638年10月8日） - ジュアル女子修道院長[10]
- ルイーズ・マルグリット（1588年 - 1631年4月30日） - 1605年7月24日にコンティ公フランソワと結婚[10]
- フランソワ・アレクサンドル（1589年2月7日 - 1614年6月1日）[10] - マルタ騎士団の騎士

## 芸術作品
ギーズ公アンリ1世の生涯、特に暗殺事件は、後世の文学、絵画、演劇、映画などの題材としてもさかんに用いられており、ポール・ドラローシュの1834年の絵画『1588年のブロワ城におけるギーズ公暗殺』や、カミーユ・サン＝サーンスが1908年の無声映画のために作曲した世界初の映画音楽とされる『ギーズ公の暗殺』などが知られている。ラファイエット夫人の『モンパンシエ公爵夫人』や、アレクサンドル・デュマ・ペールの『王妃マルゴ』などにも登場する。